# Метод Сато
Метод Сато (англ. Sato's method) — емпіричний метод розрахунку енергії активації (Ea) хімічної реакції за енергіями зв'язків, що рвуться (Di), та енергіями зв'язків, що утворюються (Dj):
Ea = ∑Di — α∑Dj,
де α — емпірична стала, яка характеризує тип реакції (для реакцій відриву атома дорівнює 0.96).